# 出雲大東郵便局
出雲大東郵便局（いずもだいとうゆうびんきょく）は、島根県雲南市にある郵便局。民営化前の分類では集配普通郵便局であった。

## 概要
住所：〒699-1299 島根県雲南市大東町大東1181-1
民営化直前の、集配業務再編において、多くの集配普通郵便局は統括センターとなったが、当局は配達センターとされたため、民営化後も郵便事業株式会社の支店は併設されず、集配センターが併設された。

## 沿革
- 1872年8月4日（明治5年7月1日） - 大東郵便取扱所として開設[1]。
- 1875年（明治8年）1月1日 - 大東郵便局（五等）となる。
- 1882年（明治15年） - 為替・貯金取扱を開始。
- 1897年（明治30年）3月16日 - 大東郵便電信局となる。
- 1903年（明治36年）4月1日 - 通信官署官制の施行に伴い大東郵便局となる。
- 1957年（昭和32年）3月1日 - 海潮郵便局から電話交換事務の取扱を移管[2]。
- 1959年（昭和34年）7月 - 局舎新築落成。
- 1970年（昭和45年）4月24日 - 電話交換業務を木次電報電話局に移管。
- 1981年（昭和56年）7月1日 - 和文電報配達業務を木次電報電話局に移管。
- 1982年（昭和57年）3月29日 - 出雲大東郵便局へ改称。海潮郵便局から集配業務を移管されるとともに、特定郵便局から普通郵便局に局種別改定。
- 1998年（平成10年）9月1日 - 外国通貨の両替および旅行小切手の売買に関する業務取扱を開始。
- 2007年（平成19年）3月5日 - ゆうゆう窓口を廃止。
- 2007年（平成19年）10月1日 - 民営化に伴い、併設された郵便事業松江支店出雲大東集配センターに一部業務を移管。
- 2012年（平成24年）10月1日 - 日本郵便株式会社発足に伴い、郵便事業松江支店出雲大東集配センターを出雲大東郵便局に統合。
- 2016年（平成28年）3月7日 - 加茂郵便局から集配業務を移管。

## 取扱内容
- 郵便、印紙、ゆうパック、内容証明
- 貯金、為替、振替、振込、国際送金、国債、投資信託
- 生命保険、バイク自賠責保険、自動車保険
- 地方公共団体事務（雲南市バス回数券の販売）
- ゆうちょ銀行ATM
- 雲南市内の一部地域（旧大東町、旧加茂町：〒699-12xx、〒699-11xx）の集配業務

## 周辺
- 雲南市立大東図書館
- 島根県立大東高等学校

## アクセス
- JR木次線 出雲大東駅から徒歩約12分
- 雲南市民バス 大東郵便局停留所下車
- 松江自動車道 三刀屋木次ICから北東へ約9km
- 駐車場あり：10台